# Њу Одана (Висконсин)
Њу Одана (енгл. New Odanah) насељено је место без административног статуса у америчкој савезној држави Висконсин.

## Демографија
По попису из 2010. године број становника је 472.
| Група             | 2000.    | 2010.     |
| Белци             | 0 (0,0%) | 20 (4,2%) |
| Афроамериканци    | 0 (0,0%) | 1 (0,2%)  |
| Азијати           | 0 (0,0%) | 0 (0,0%)  |
| Хиспаноамериканци | 0 (0,0%) | 30 (6,4%) |
| Укупно            | 0        | 472       |